# Sandmännchen
Sandmännchen (Lille Sandmand) er et tysk animeret børneprogram som i sin mest kendte udgave skabtes i Østtyskland 1959. Den østtyske udgave fortsatte efter 1990 i tysk tv. Serien er skabt efter den litterære figur der findes i flere berettelser, blandt andet af E.T.A. Hoffmann og i Hans Christian Andersens "Ole Lukøje".
I Vesttyskland påbegyndtes et program med Sandmännchen i 1959, hvilket gjorde, at det østtyske fjernsyn hurtigt skabte sin egen udgave, som blev den mest fremgangsrige. Gerhard Behrendt fik som opgave, at skabe en østtysk Sandmännchen i løbet af to uger. Harald Serowski skabte kulisser og køretøjerne i studiet i Mahlsdorf i Berlin. I 1960 fik Sandmännchen sin endelige fremtræden med sit typiske fipskæg. 
Typisk for Sandmännchen er hverdagsscener eller at han besøger lande langt borte, i DDR-tiden fremforalt socialistiske lande, og endda det ydre rum. En Sandmännchen-dukke var blandet andet med, da Sigmund Jähn blev første tysker i rummet 1978. Sandmännchen har et stort antal forskellige køretøjer. I DDR-tiden fandtes også en politisk vinkel, når han besøgte den østtyske hær, grænsegendarmer og pioneerne. Sandmännchen har også mange venner, blandt andre Pittiplatsch og Schnatterinchen, hunden Moppi, Herr Fuchs (ræv) og Fru Elster. 